# Desastre Ferroviário de Ermida
O Desastre Ferroviário de Ermida foi um descarrilamento ocorrido em 11 de Dezembro de 2000, junto à estação de Ermida da Linha do Douro, no concelho de Baião, em Portugal. A locomotiva saiu da via férrea após embater contra uma pedra de grandes dimensões que tinha caído momentos antes, tendo caído para o Rio Douro. Deste acidente resultou um morto e sete feridos.

## Antecedentes
No momento do acidente, o comboio circulava com cerca de trinta minutos de atraso, e transportava cerca de cinquenta pessoas, dos quais cinco ou seis estavam na primeira carruagem. A locomotiva envolvida neste acidente foi a número 1407, da Série 1400 da operadora Comboios de Portugal.
Pouco antes do comboio chegar à zona onde se deu o acidente, uma dresina, um veículo de inspecção da Rede Ferroviária Nacional, passou por ali, sem ter reportado quaisquer problemas. Durante o Inverno, a Rede Ferroviária Nacional fazia este veículo circular pela linha férrea antes da passagem dos comboios, de forma a verificar se existem alguns problemas na via, como desabamentos.

## Acidente
Depois do veículo de inspecção passar, uma pedra de grandes dimensões caiu para a via férrea. De acordo com o delegado do Sindicato, a pedra deverá ter caído imediatamente antes da passagem do comboio, porque de outra forma o maquinista teria sido avistada pelo maquinista, uma vez que a linha férrea circula numa recta antes de chegar ao local do acidente, e teria accionado os travões.
Por volta das 7:30, o comboio descarrilou após embater na pedra. A locomotiva, da Série 1400 da CP, caiu para o Rio Douro, enquanto que a primeira carruagem ficou suspensa sobre a ribanceira, a poucos centímetros do nível das águas. A segunda carruagem ficou apoiada na fraga, com as rodas de um dos lados penduradas no ar, mas as outras carruagens não descarrilaram. O condutor do comboio, que viajava na cabina, conseguiu saltar da locomotiva, tendo caído junto ao rio, perto do local onde parou a primeira carruagem.
Deste acidente resultou um morto, o maquinista da composição, Bruno Sousa Vieira, de 59 anos, e sete feridos (o ajudante do maquinista, dois revisores e quatro passageiros).
O cadáver do maquinista foi recuperado das águas do rio no final da tarde, por mergulhadores dos bombeiros.

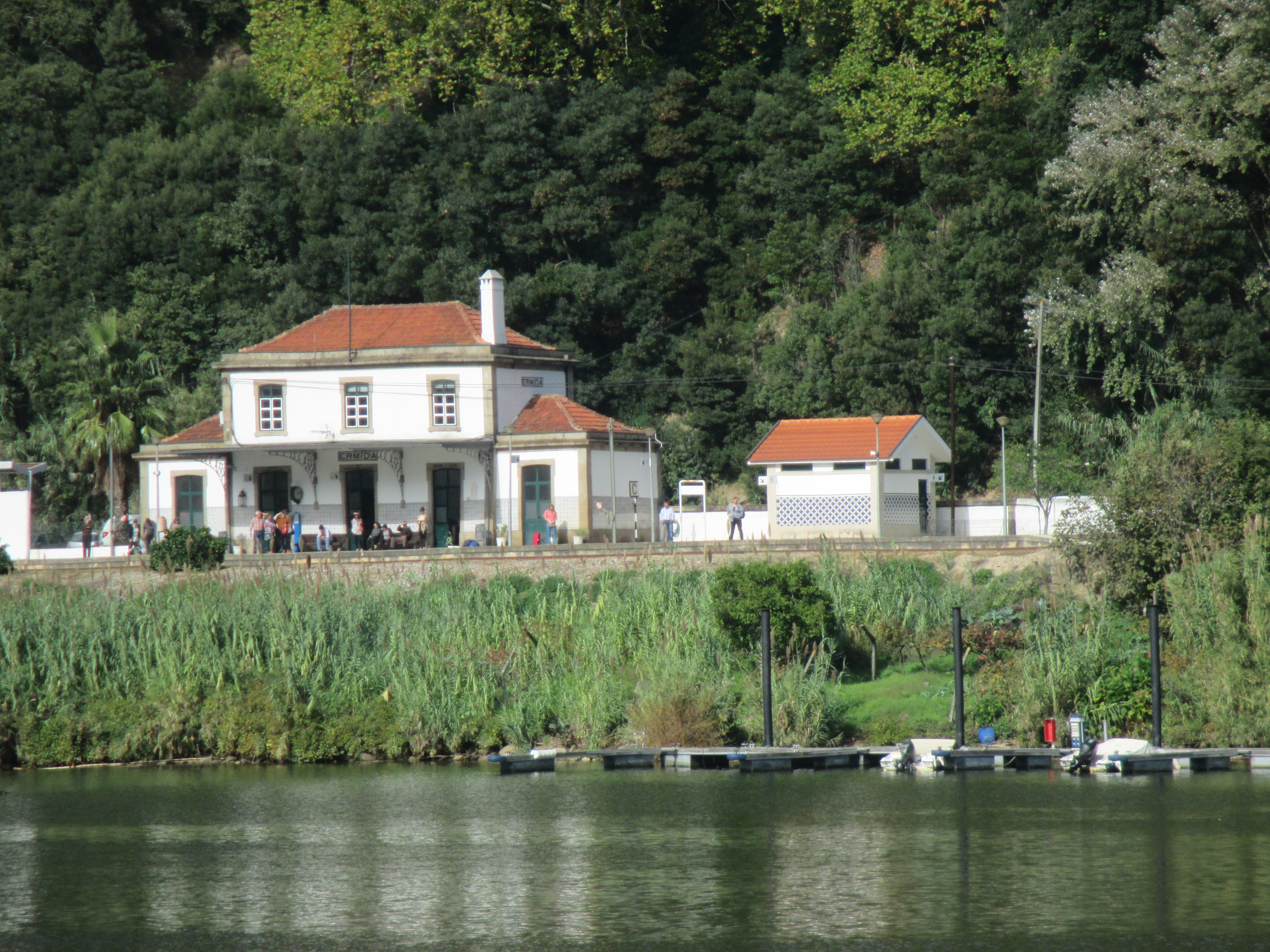
Estação de Ermida, em 2014.

## Resposta e investigação
No local estiveram os bombeiros de várias corporações da região. Alguns dos feridos foram transportados para o Hospital da Régua, e outros para o Centro de Saúde de Baião, mas nenhum chegou a ser internado.
O Sindicato dos Ferroviários do Norte culpou a Rede Ferroviária Nacional, a responsável pela gestão e manutenção das linhas férreas em Portugal, pelo acidente, afirmando que aquela empresa não tinha avaliado correctamente as consequências do mau tempo sobre as condições de circulação dos comboios. Outro delegado daquele sindicato, Joaquim Ribeiro, acusou a Rede Ferroviária Nacional de não dar a atenção necessária aos problemas relacionados com as barreiras junto à linha. Acusou igualmente aquela empresa de esquecer a Linha do Douro, por não fazer as obras necessárias nas trincheiras de acesso à via férrea, e por não vigiar correctamente as condições da linha. Os sindicalistas afirmaram que já tinham ocorrido vários acidentes e pequenos problemas ao longo da linha. Com efeito, ainda no dia 1 de Dezembro desse ano tinha sucedido um acidente muito semelhante ao de Ermida, em que uma locomotiva tinha descarrilado após colidir com uma pedra de grandes dimensões, que também tinha caído devido ao mau tempo. Neste caso, a locomotiva não chegou a cair ao rio, e não se registaram quaisquer danos pessoais.
O Secretário de Estado da Administração Marítima e Portuária, José Junqueiro, deslocou-se ao local no mesmo dia, tendo dito que iria pedir à operadora Comboios de Portugal para estudar em que condições se encontrava a encosta e por que motivo se deu o desprendimento da pedra, e que a Linha do Douro teria de ser toda analisada. José Moutinho, da Zona Operacional de Conservação Porto da Rede Ferroviária Nacional, classificou este acidente como imprevisível, apesar do facto da linha estar inserida numa zona geológica muito difícil. Não soube dar uma previsão sobre quando seria reaberto este troço da Linha do Douro, mas segundo uma fonte da operadora Comboios de Portugal, ainda iria estar encerrado durante o dia 12 de Dezembro.